# Helicinidae
Helicinidae é uma família de caramujos terrestres encontrados em regiões tropicais do Caribe e várias ilhas do Pacífico.
Esses animais não pertencem ao grupo dos Pulmonata, os caracois e lesmas terrestres. São na verdade caramujos marinhos que recentemente abandonaram o mar para colonizar o meio terrestre. Destinguem-se dos caracois terrestres comuns pela presença de opérculo e olhos na base das antenas, não na ponta.

## Gêneros
- Alcadia
- Bourciera
- Helicina
- Hemipoma
- Lucidella
- Ogasawarana
- Olygyra
- Orobophana
- Pleuropoma
- Schasicheila
- Stoastoma
- Stoastomops
- Sturanya
- Hendersonia
- Waldemaria
- Calidviana
- Calybium
- Eutrochaetella
- Geophorus
- Heudeia
- Pseudotrochatella
- Pyrgodomus
- Viana